# البزي
أَبُو اَلْحَسَنِ أَحْمَدُ بْنُ مُحَمَّدِ بْنِ عَبْدِ اَللَّهِ بْنِ اَلْقَاسِمِ بْنِ نَافِعِ بْنِ أَبِي بَزَّةَ اَلْمَكِّيُّ اَلْمَخْزُومِيُّ مَولاهُم، الفارسيُّ الأصلِ المعروفُ باَلْبَزِّيِّ (170 - 250 هـ)، مُقرِئُ مَكَّةَ، ومُؤَذِّنُ المَسجِدِ الحرامِ، وأحدُ راوِيَيِ الإمامِ ابْنِ كَثيرٍ المَكِّيِّ -الرواي الثاني هو قُنْبُلٌ-.

## شيوخه
قرأ على أبيه، وعبد الله بن زياد، وعكرمة بن سليمان، ووهب بن واضح.

## تلاميذه
قرأ عليه إسحاق بن محمد الخزاعي، والحسن بن الحباب، وأحمد ابن فرح، وأبو ربيعة محمد بن إسحاق، ومحمد بن هارون، وموسى بن هارون، ومضر بن محمد الضبي وأبو علي الحداد، وغيرهم.

## أخباره
البزي هو الذي روى حديث التكبير مرفوعا من آخر الضحى.
- فقال البزي: سمعت عكرمة بن سليمان يقول: قرأت على إسماعيل بن عبد الله ابن قسطنطين، فلما بلغت والضحى قال: كبّر عند خاتمة كل سورة، فإني قرأت على عبد الله بن كثير فلما بلغت والضحى قال: كبّر حتى تختم، وأخبره ابن كثير أنه قرأ على مجاهد فأمره بذلك وأخبره مجاهد أن ابن عباس أمره بذلك، وأخبره ابن عباس أن أبي بن كعب أمره بذلك، وأخبره أبي أن النبي ﷺ أمره بذلك، قال الحاكم: هذا صحيح الإسناد ولم يخرجه البخاري ولا مسلم.[4]
- وعن موسى بن هارون أنه قال: قال لي البزّي «حدّثت محمد بن إدريس الشافعي فقال لي إن تركتُ التكبير فقد تركت سنّة من سنن نبيك ﷺ»، وقد ساقه الحافظ أبو العلاء الهمداني عن البزّي، قال دخلتُ على إبراهيم بن محمد الشافعي وكنتُ قد وقفت عن هذا الحديث فقال لي: لئن تركته لتتركنّ سنة نبيك.
- وثنا الحميدي قال سألت ابن عيينة قلت يا أبامحمد رأيت شيئا ربما فعله الناس عندما يُكبّر القارئ في شهر رمضان إذا ختم، فقال: رأيتُ صدقة بن عبد الله بن كثير يؤم الناس منذ أكثر من سبعين سنة فكان إذا ختم القرآن كبّر. وقال الحسن بن الحُباب: سألت البزّي: كيف التكبير؟، فقال: لا إله الاّ الله، والله أكبر.
- قال أبوبكر الآجري: ثنا عبد الله بن محمد بن عبد الحميد، قال:حدثنا أحمد بن محمد بن أبي بزة، قال سمعت مؤمل بن إسماعيل يقول:القرآن كلام الله تعالى، ليس بمخلوق. وقال ابن أبي بزة فمن قال مخلوق فهو على غير دين الله، ودين رسوله صلى الله عليه وسلم، حتى يتوب.

وأذن بالحرم أربعين سنة وأقرأ الناس بالتكبير من و(الضحى)، وأتي في ذلك بخبر غريب. تفرد به، وليس هو بالقوي في الحديث، رواه عنه جماعة.

## وفاته
توفي البزي سنة 250 هـ بمكة، وله ثمانون سنة.

## أصول البزي

### الفصل بين السورتين
فصل البزي بين السورتين بالبسملة.

### ميم الجمع
يضم البزي ميم الجمع ويصلها بواو إن أتى بعدها حرف متحرك نحو: ( عَلَيْهِمْ وَلَا الضَّالِّينَ)
، وإن أتى بعدها حرف ساكن يقرأ كالجمهور بضم الميم بدون صلة نحو: (بِهِمُ الأَسْبَأبُ)

### هاء الكناية (هاء الضمير)
هي الهاء الزائدة الدالة على المذكر الغائب وتسمى هاء الضمير نحو:( لَا رَيْبَ فِيهِ).
اتفق القراء على وصلها (إشباعها) بواو إذا كانت مضمومة، ووصلها بياء إذا كانت مكسورة، وهذا إذا وقعت بن متحركين نحو: (فَأَخْرَجَ بِهِ مِنَ الثَّمَرَاتِ)
، وزاد البزي على القراء أن يشبع هاء الضمير إذا وقعت بين حرف ساكن ومتحرك نحو: ( فلا إثم عليه ).

### المد والقصر
- المد المتصل: إذا أجتمع حرف المد والهمزة في كلمة واحدة نحو: (يشاء، قروء).
- المد المنفصل: إذا أجتمع حرف المد والهمزة في كلمتين بأن يكون حرف المد نهاية الكلمة الأولى والهمزة بداية الكلمة الثانية نحو: (مَا أَنتَ، قُوا أَنفُسَكُمْ)
ويقرأ البزي المتصل توسطاً أي أربع حركات، وأما المنفصل يقرأه بالقصر أي حركتان.

### الهمزتان من كلمة
هما الهمزتان المتلاصقتان المجتمعتان في كلمة واحدة ولابد للأولى أن تكون مفتوحة لأنها للاستفهام، والثانية قد تكون مفتوحة أو مضمومة أو مكسورة نحو: (ءأَنْذَرْتَهُمْ، أئِنكم. أءُنزلَ )
مذهب البزي في هذا الباب تسهيل الهمزة الثانية سواء كانت مضمومة أم مفتوحة أم مكسورة نحو: (أؤنبئكم، أأنذرتهم، اءله )، وخالف البزي حفصاً في (ءامنتم) بسورة الأعراف وطه والشعراء، فقرأ بتحقيق الهمزة الأولى، وتسهيل الثانية، وإبدال الثالثة ألفاً بلا إدخال.
وقرأ:(أَنْ يُؤْتَىٰ أَحَدٌ مِثْلَ مَا أُوتِيتُمْ ) في سورة آل عمران بزيادة همزة، (أئِنَّكُمْ لَتَأْتُونَ) في الأعراف بزيادة همزة، (أَذْهَبْتُمْ ) في سورة الأحقاف.

### الهمزتان من كلمتين
المراد بها همزتا القطع المتلاصقتان وصلا الواقعتان في كلمتين بأن تكون الأولى في آخر الكلمة والأخرى في أول الكلمة الثانية نحو:( يَشَاءُ إِلَىٰ).
- الهمزتان المتفقتان في الحركة:

مذهب البزي في حال فتح الهمزتين يسقط الأولى نحو: (جا أمرنا)
وفي حال ضم أو كسر الهمزتين يسهل البزي الهمزة الأولى ويحقق الثانية نحو: (من النساء إلا)
- الهمزتان المختلفتان في الحركة:

فإن كانت الأولى مفتوحة والثانية مضمومة أو مكسورة فله في الهمزة الثانية التسهيل فقط
نحو: ( شُهَدآءَ إذْ، كُلَّمَا جَاءَ أمَّةً )
وإن كانت الأولى مضمومة أو مكسورة، والثانية مفتوحة فالبزي يبدل الثانية واوا في حالة الضم الأولى وتبدل ياء إذا كانت الأولى مكسورة.
نحو: ( السفة آء، ألا إنَّهُمْ، مِنْ خِطْبَةِ الِّنسآءِ أوْ أَكْنَنْتُم )
وإن كانت الأولى مضمومة والثانية مكسورة فله في الثانية التسهيل أو الإبدال واوا
نحو:( مَن يَّشَآءُ إلَى صِرَاطِ )

### الإظهار والإدغام
- أظهر البزي الباء عند الميم في: ( ارْكَب مَّعَنَا ) بسورة هود، وله الإدغام.
- وأظهر البزي كذلك الثاء عند الذال في:( يَلهََث ذَّلِِكَ) بسورة الأعراف.
- روى البزي ( فَلَمَّا اسْتيَسُوا مِنْهُ خَلَصُوا نَجِيًّا ۖ ) ( وَلاَ تَأيَسُوا مِن رَّوْحِ اللهِ إنَّهُ لا يَأيَسُ مِن رَّوحِ اللهِ إلاَّ القَوْمُ الكَافِرُونَ)
- (حَتَّى إِذَا اسْتَيَسَ الرُّسُلُ وَظَنُّواْ أَنَّهُمُ قَدْ كُذِبُواْ جَاءهُمُ نَصْرُنَا ) في سورة يوسف
- وكذلك: (أَفَلَمْ يَأيَسِ الَّذِينَ آمَنُواْ أَن لَّوْ يَشَاء اللَّةُ لَهَدَى النَّاسَ جَمِيعًا) بسورة الرعد
- قرأ بتقديم الهمزة موضع الياء مع إبدال الهمزة ألفًا وله وجه آخر وهو قراءة الكلمات الخمس كالجمهور.

### الوقف
وقف البزي على كلمة: (هَيْهَاتَ هَيْهَاتَ لِمَا تُوعَدُونَ ) في سورة المؤمنون بالهاء، ووقف بالهاء على كلمة:( يَأبَتِ) في سورة يوسف ومريم والقصص والصافات.
ووقف البزي كذلك بالهاء على كل هاء تأنيث رسمت بالتاء نحو: ( رَحْمَتَ، لَّعْنَتَ )، سوى كلمة ( مَرْضَاتِ ) فوقف عليها بالتاء.
ووقف بإثبات الياء في أربع كلمات:
- ( هَادٍ ) في الرعد والزمر وغافر
- ( وَاقٍ ) في الرعد وغافر
- ( وَالٍ ) في الرعد
- ( بَاقٍ ) في النحل

واختلف عنه في ( وَاسْتَمِعْ يَوْمَ يُنَادِي الْمُنَادِ ے ) بسورة ( قاف) فله إثبات الياء وحذفها.
ووقف هاء السكت على الكلمات الاستفهامية وهي: ( عَمَّ، فِيمَ، بَمَ، لِمَ، مِمَّ )
وله وجه آخر وهو كقراءة الجمهور.

### ياءات الإضافة
روى البزي فتح ياء المتكلم إذا وقع بعدها همزة قطع مفتوحة نحو: ( إِنِّيَ أَعْلَمُ، ثُمَّ إِنِّيَ أَعْلَنْتُ )، وهناك استثناءات خالف البزي فيها القاعدة.
- وفتح البزي (عَهْدِيَ الظَّلِمِينَ ) بسورة البقرة،
- و(لِنَفْسِيَ إذْهَبْ ) ( ولاَ تَنِِيَا في ذِكْرِيَ، اذهبا ) ( هَرُونَ أَخِيَ، اشْدُدْ بِهِ أزْرِي )وكلهم بسورة طه.
- (إِنَّ قَوْمِيَ اتَّخَذُوا) بسورة الفرقان،
- (مِن بَعْدِيَ اسْمُهُ أَحْمَدُ ) بسورة الصف،
- (وَاتَّبَعْتُ مِلَّةَ ءابَآئِيَ إِبْرَاهِيمَ وَإِسْحَاقَ وَيَعْقُوبَ ۚ) بسورة يوسف،
- (قَالَ يَا مُوسَىٰ إِنِّيَ اصْطَفَيْتُكَ عَلَى النَّاسِ ) بسورة الأعراف،
- (وَإِنِّي خِفْتُ الْمَوَالِيَ مِنْ وَرَائِيَ وَكَانَتِ امْرَأَتِي عَاقِرًا ) بسورة مريم،
- (وَيَوْمَ يُنَادِيهِمُ أَيْنَ شُرَكَآئِيَ قَالُوا ءَإذََنَّاكَ مَا مِنَّا مِنْ شَهِيدٍ ) بسورة فصلت،
- واختلف عنه في ( لَكُمُ دِينُكُمُ ولِي دِينِ) بسورة الكافرون فله الفتح والإسكان.

### باب ياءات الزوائد
وهي ياءات متطرفة زائدة في التلاوة وغير موجودة في الرسم العثماني لذا سميت بياءات الزوائد عند من أثبتها. ومذهب البزي في هذه الياءات إذا أُثبت منها شيئا يثبتها حال الوصل والوقف.
نحو: ( والَّيْلِ إِذَا يَسْرِ، فيَقُولُ رَبِّيَ أَكْرَمَنِ)

### تشديد التاء وصلا في الفعل المضارع
وقرأ البزي بتشديد التاء وصلا في الفعل المضارع في أحد وثلاثين موضعا باتفاق:
- (وَلآ تَّيَمَّمُوا الْخَبِيثَ مِنْهُ تُنفِقُونَ وَلَسْتُمُ بِآخِذِيهِ إِلَّا أَن تُغْمِضُوا فِيهِ ۚ) البقرة،
- (وَاعْتَصِمُواْ بِحَبْلِ اللّهِ جَمِيعاً وَلآ تَّفَرَّقُوا ) آل عمران،
- (إِنَّ الَّذِينَ تَّوَفَّاهمُ الْمَلائِكَةُ ظَالِمِي أَنفُسِهِمُ قَالُوا فِيمَ كُنتُمُ ) آل عمران،
- ( وَ تَعَأوَنُوا عَلَى الْبِرِّ وَالتَّقْوَى وَلآ تَّعَأوَنُوا عَلَى الْإِثْمِ وَالْعُدْوَانِ﴾ المائدة،
- (وَلَا تَتَّبِعُوا السُّبُلَ فَتَّفَرَّقَ بِكُمُ عَنْ سَبِيلِهِ ۚ ) الأنعام،
- (وَأَوْحَيْنَا إِلَى مُوسَى أَنْ أَلْقِ عَصَاكَ فَإِذَا هِيَ تَّلَقَّفُ مَا يَأْفِكُونَ ) الأعراف،
- (وَأَلْقِ مَا فِي يَمِينِكَ تَّلَقَّفُ مَا صَنَعُوا ) الشعراء،
- (يَا أَيّهَا الَّذِينَ آمَنُوا أَطِيعُوا اللَّة وَرَسُوله ولآ تَّوَلَّوْا عَنْهُ وَأَنْتُمُ تَسْمَعُونَ ) الأنفال،
- (وَأَطِيعُوا اللَّةَ وَرَسُولَهُ ولآ تَّنَازَعُوا فَتَفْشَلُوا وَتَذْهَبَ رِيحُكُمُ ) الأنفال،
- ( قُلْ هَلْ تَّرَبَّصُونَ بِنَا إِلَّا إِحْدَى الْحُسْنَيَيْنِ ۖ ) التوبة،
- (وَإِن تََّوَلَّوْاْ فَإِنِّيَ اَخَافُ عَلَيْكُمُ عَذَأبَ يَوْمٍ كَبِيرٍ ) هود،
- (فَإِنْ تََّوَلَّوْا فَقَدْ أَبْلَغْتُكُمُ مَا أُرْسِلْتُ بِهِ إِلَيْكُمُ ) هود،
- (يَوْمَ يَأْتِ لآ تَّكَلَّمُ نَفْسٌ إِلَّا بِإِذْنِهِ فَمِنْهُمُ شَقِيٌّ وَسَعِيدٌ ) هود،
- (مَآ تَّنَزَّلُ الْمَلَائِكَةُ إِلَّا بِالْحَقِّ وَمَا كَانُوا إذًا مُنْظَرِينَ ) الحجر،
- ( إذْ تَّلَقَّونَهُ بِأَلْسِنَتِكُمُ وَتَقُولُونَ بِأَفْوَاهِكُمُ مَا لَيْسَ لَكُمُ بِهِ عِلْمٌ ) النور،
- (فَإِنْ تََّوَلَّوْا فَإِنَّمَا عَلَيْهِ مَا حُمِّلَ وَعَلَيْكُمُ مَا حُمِّلْتُمُ ۖ وَإِنْ تُطِيعُوهُ تَهْتَدُوا) سورة النور،
- (هَلْ أُنَبِّئُكُمُ عَلَى مَنْ تَّنَزَّلُ الشَّيَاطِينُ ) الشعراء،
- (تَّنَزَّلُ عَلَى كُلِّ أَفَّاكٍ أَثِيمٍ ) الشعراء،
- (وَقِرْنَ فِي بِيُوتِكُنَّ وَلآ تََّبَرَّجْنَ تَبَرُّجَ الْجَاهِلِيَّةِ الْأُولَى ) الأحزاب،
- (وَلَا أَنْ تَّبََدَّلَ بِهِنَّ مِنْ أَزْوَاجٍ وَلَوْ أَعْجَبَكَ حُسْنُهُنَّ إِلَّا مَا مَلَكَتْ يَمِينُكَ ) الأحزاب،
- (مَا لَكُمُ لآ تََّنَاصَرُونَ. بَلْ هُمُ الْيَوْمَ مُسْتَسْلِمُونَ ) الصافات،
- (وَلَا تَلْمِزُوا أَنْفُسَكُمُ وَلآ تَّنَأبَزُوا بِالْأَلْقَأبِ ) الحجرات،
- (وَلآ تَّجَسَّسُوا وَلا يَغْتَب بَّعْضُكُمُ بَعْضًا ) الحجرات،
- (وَجَعَلْنَاكُمُ شُعُوبًا وَقَبَائِلَ لِتَّعَارَفُوا ) الحجرات،
- (إِنَّمَا يَنْهَاكُمُ اللَّةُ عَنِ الَّذِينَ قَاتَلُوكُمُ فِي الدِّينِ وَأَخْرَجُوكُمُ مِنْ دِيَارِكُمُ وَظَاهَرُوا عَلَىٰ إِخْرَاجِكُمُ أن تَّوَلَّوْهُمُ ۚ) الممتحنة،
- (إِذَا أُلْقُوا فِيهَا سَمِعُوا لَهَا شَهِيقاً وَهِيَ تَفُورُ تَكَادُ تَّمَيَّزُ مِنَ الْغَيْظِ ) الملك،
- (إِنَّ لَكُمُ فِيهِ لَمَآ تَّخَيَّرُونَ ) القلم،
- (فأنْتَ عَنْهُ تَّلهَّى) عبس،
- (فَأَنْذَرْتُكُمُ نَارًا تَّلَظَّى ) الليل،
- (خَيْرٌ مِّنْ أَلْفِ شَهْرٍ تَّنَزَّلُ الملاَئِكَةُ وَالرُّوْحُ فِيْهَا بِإِذْنِ رَبِّهِمُ مِنْ كُلّ أَمْرٍ ) القدر.

### مخالفة البزي لحفص
خالف البزي حفصاً في:
- ( قَالُوا أَرْجِهْ ) بسورة الأعراف والشعراء قرأها بضم الهاء مع زيادة همزة بعد الجيم وإشباع صلة الهاء على قاعدته.
- ( وَيَخْشَ اللَّةَ وَيَتَّقْهِ) بسورة النور قرأ بصلة الهاء مع كسر القاف.
- (فَأَلْقِهْ إِلَيْهِمْ) بسورة النمل قرأ بصلة الهاء.
- (وَإِنْ تَشْكُرُوا يَرْضَهُ لَكُمْ) بسورة الزمر وصل ضم الهاء فيها.
- وكسر الهاء في: (وَمَا أَنسَانِيهُ إِلاَّ الشَّيْطَانُ، وَمَنْ أَوْفَى بِمَا عَاهَدَ عَلَيْهُ اللَّةَ فَسَيُؤْتِيهِ أَجْرًا عَظِيمًا)

وأسكن البزي بعض الياءات مخالفا حفصا:
- (مَا أَنَا بِبَاسِطٍ يَدِي إِلَيْكَ لِأَقْتُلَكَ ۖ ) بسورة المائدة.
- (ءَأَنْتَ قُلْتَ لِلنَّاسِ اتَّخِذُونِي وَأُمِّي إِلَهَيْنِ مِنْ دُونِ اللَّةِ ) بسورة المائدة.
- (إِنْ أَجْرِي إلاَّ ) في يونس وهود والشعراء وسبأ.
- (إِنِّي وَجَّهْتُ وَجْهِي لِلَّذِي فَطَرَ السَّمَأوَاتِ وَالْأَرْضَ حَنِيفًا ۖ ) بسورة الأنعام.
- (فَقُلْ أَسْلَمْتُ وَجْهِي لِلَّهِ وَمَنِ اتَّبَعَنِ ) آل عمران.
- ( وَمَا كَانَ لِي عَلَيْكُم ) بسورة إبراهيم.
- ( مَا كَانَ لِي مِنْ عِلْمٍ ) بسوة ص.
- ( وَلِي نَعْجَةٌ ) بسورة ص.
- ( وَلِي فِيهَا مَئارِبُ أُخْرَى ) بسورة طه.
- (أن طَهِّرَا بَيْتِي لِلطَّائِفِينَ ) بسورة البقرة.
- ( وَلِمَنْ دَخَلَ بَيْتِي مُؤْمِنًا وللمُؤْمِنِين وَ المُؤْمِنَاتِ ) بسورة نوح.
- ( مَّعِي ) في الأعراف والكهف والأنبياء والشعراء والقصص.

الكلمات المطردة التي خالف البزي فيها حفصا:
- (هُزُؤًا، كُفُؤًا ) قرأ همز الواو حيث وقعت.
- (زَكَرِيَّاءُ ) زاد الهمز بعد الألف.
- (يَحْسِبُ ) قرأ بكسر السين في الفعل المضارع وبابه حيث جاء.
- (تَذَكَّرُونَ ) قرأ بتديد الذال حيث وقع.
- (البِيُوتِ ) قرأ بكسر الباء فيها سواء كانت معرفة أو منكرة.
- ( مُّبَيَّنتٍ، مُبَيَّنَةٍ ) قرأ بفتح الياء حيث جاءت.
- ( ثَمُودًا ) قرأ بنوين الدال وصلا وإبدالها ألفا وقفا حيث جاءت.
- ( أُكْلَهَا، أُكْلَهُ، الأكْلِ، أٌكْلِ، ) قرأ بإسكان الكاف.
- ( خُطْوَاتٍ ) قرأ بإسكان الطاء.
- ( اسْرِ ) قرأ بوصل الهمزة في الفعل اُسر.
- (نُشُرًا) قرأ في الأعراف والفرقان والنمل بالنون مضمومة مع ضم الشين.
- ( يَبُنَيِّ ) قرأ بكسر الياء حيث وقعت في هود ويوسف ولقمان والصافات.

وقرأ موضعين بتشديد التاء وصلا بالخلاف:
- (وَلَقَدْ كُنْتُمُ تَّمَنَّوْنَ الْمَوْتَ مِنْ قَبْلِ أَنْ تَلْقَوْهُ فَقَدْ ) آل عمران.
- (لَوْ نَشَاءُ لَجَعَلْنَاهُ حُطَامًا فَظَلْتُمُ تَّفَكَّهُونَ ) الواقعة.[7]